# Aulacoderus
Aulacoderus is een geslacht van kevers van de familie snoerhalskevers (Anthicidae).

## Soorten
- A. alatus (van Hille, 1985)
- A. angustus (van Hille, 1985)
- A. apophysialis (van Hille, 1985)
- A. asymmetricus (van Hille, 1984)
- A. bedfordi (van Hille, 1984)
- A. bilineatus (van Hille, 1984)
- A. bisbicornutus (van Hille, 1985)
- A. bisbimaculatus (van Hille, 1984)
- A. bisbispinosus (van Hille, 1988)
- A. bomansi (van Hille, 1984)
- A. bonadonai (van Hille, 1985)
- A. bradfordi (van Hille, 1984)
- A. brevicornis (van Hille, 1984)
- A. brevispicatus (van Hille, 1985)
- A. brevispinosus (van Hille, 1985)
- A. brevitegminis (van Hille, 1988)
- A. brevithorax (van Hille, 1985)
- A. breytenbachae (van Hille, 1985)
- A. brucoensis (van Hille, 1984)
- A. buffalo (van Hille, 1985)
- A. canariensis Wollaston, 1864
- A. canthariphilus (van Hille, 1984)
- A. capeneri (van Hille, 1984)
- A. catharinae (van Hille, 1985)
- A. cecileae (van Hille, 1985)
- A. centralis (van Hille, 1988)
- A. colletti (van Hille, 1984)
- A. chaboti (Pic, 1921)
- A. chandleri (van Hille, 1985)
- A. chicarubiensis (van Hille, 1984)
- A. denticollis (van Hille, 1984)
- A. draconis (van Hille, 1984)
- A. endoedyi (van Hille, 1985)
- A. erratus (van Hille, 1984)
- A. firmani (van Hille, 1984)
- A. fontium (van Hille, 1984)
- A. forchhammeri (van Hille, 1985)
- A. formicomisternus (van Hille, 1984)
- A. forsythi (van Hille, 1984)
- A. friwaldszkyi (LaFerté-Sénectère, 1849)
- A. funebris Reitter, 1884
- A. gessi (van Hille, 1984)
- A. ghanensis (van Hille, 1984)
- A. govenderi (van Hille, 1984)
- A. harropae (van Hille, 1985)
- A. heberdeyi (van Hille, 1985)
- A. herero (van Hille, 1985)
- A. heteropennis (van Hille, 1985)
- A. hobohmi (van Hille, 1984)
- A. humicola (van Hille, 1984)
- A. inoblitus Krekich-Strassoldo, 1913
- A. inopinans Krekich-Strassoldo, 1914
- A. iudicis (van Hille, 1985)
- A. janeae (van Hille, 1985)
- A. josensis (van Hille, 1984)
- A. kaffensis (van Hille, 1984)
- A. karrooensis (van Hille, 1985)
- A. kochi (van Hille, 1984)
- A. krekichi (van Hille, 1985)
- A. latibrachiatus (van Hille, 1985)
- A. linnavuorii (van Hille, 1984)
- A. longicornis (van Hille, 1984)
- A. longithorax (van Hille, 1985)
- A. lovemorei (van Hille, 1984)
- A. luberosus Spassky, 1955
- A. macchleryi (van Hille, 1984)
- A. maderae Bonadona, 1963
- A. magaliensis (van Hille, 1984)
- A. manselli (van Hille, 1984)
- A. manzer Bonadona, 1964
- A. marginatus (van Hille, 1984)
- A. maynei (Pic, 1913)
- A. medleri (van Hille, 1984)
- A. milleri (van Hille, 1984)
- A. mitis (van Hille, 1984)

- A. mogotoensis (van Hille, 1984)
- A. montanus (van Hille, 1984)
- A. moolmanae (van Hille, 1985)
- A. morani (van Hille, 1984)
- A. multidenticulatus (van Hille, 1984)
- A. multispinosus (van Hille, 1985)
- A. munroi (van Hille, 1984)
- A. mutatus (Gemminger, 1870)
- A. namaqua (van Hille, 1985)
- A. nemoralis (van Hille, 1984)
- A. nigricolor Pic, 1952
- A. oberprieleri (van Hille, 1985)
- A. obockianus (Pic, 1914)
- A. oosthuizeni (van Hille, 1985)
- A. orangensis (van Hille, 1984)
- A. otiosus (van Hille, 1985)
- A. ovaliceps (van Hille, 1985)
- A. pallidithorax (van Hille, 1984)
- A. pedester (van Hille, 1971)
- A. perfuscus (van Hille, 1984)
- A. perlucidus (van Hille, 1971)
- A. perna (van Hille, 1984)
- A. pici (van Hille, 1984)
- A. platypennis (van Hille, 1984)
- A. pondo (van Hille, 1984)
- A. pustulatus (van Hille, 1984)
- A. quartus (van Hille, 1988)
- A. quietus (van Hille, 1984)
- A. ranchhodi (van Hille, 1984)
- A. rubromarginatus (van Hille, 1985)
- A. ruficeps (van Hille, 1984)
- A. rustenburgensis (van Hille, 1984)
- A. scapulatus (van Hille, 1985)
- A. scotti (van Hille, 1984)
- A. scydmaenoides Wollaston, 1864
- A. schulzei (van Hille, 1985)
- A. sebastiani (van Hille, 1985)
- A. serowensis (van Hille, 1985)
- A. seydeli Spassky, 1955
- A. sibayensis (van Hille, 1971)
- A. singularis (van Hille, 1985)
- A. skeltoni (van Hille, 1984)
- A. smithersi (van Hille, 1984)
- A. smithi (van Hille, 1984)
- A. spiculosus (van Hille, 1984)
- A. spinithorax (van Hille, 1984)
- A. stephani (van Hille, 1984)
- A. sternobarbatus (van Hille, 1985)
- A. sulcithorax Desbrochers des Loges, 1875
- A. thabinensis (van Hille, 1984)
- A. trilobatus (van Hille, 1985)
- A. trimaculatus (van Hille, 1985)
- A. triplex (van Hille, 1985)
- A. tristernitus (van Hille, 1985)
- A. tuberculifer (van Hille, 1985)
- A. turneri (van Hille, 1984)
- A. uniflavus Bonadona, 1984
- A. vagus (van Hille, 1985)
- A. vandersteli (van Hille, 1985)
- A. vaneei (van Hille, 1988)
- A. vansoni (van Hille, 1984)
- A. wilsoni (van Hille, 1984)
- A. youngai (van Hille, 1985)